# (11026) Greatbotkin
(11026) Greatbotkin est un astéroïde de la ceinture principale découvert en 1986.

## Description
(11026) Greatbotkin a été découvert le 2 septembre 1986 à l'observatoire Kleť, en République tchèque, en Bohême-du-Sud, par Antonín Mrkos.

### Caractéristiques orbitales
L'orbite de cet astéroïde est caractérisée par un demi-grand axe de 2,21 ua, un périhélie de 1,67 ua, une excentricité de 0,24 et une inclinaison de 3,21° par rapport à l'écliptique. Du fait de ces caractéristiques, à savoir un demi-grand axe compris entre 2 et 3,2 ua et un périhélie supérieur à 1,666 ua, il est classé, selon la JPL Small-Body Database, comme objet de la ceinture principale.

### Caractéristiques physiques
(11026) Greatbotkin a une magnitude absolue (H) de 14,6 et un albédo estimé à 0,052.